# Kalvárie (Nitra)

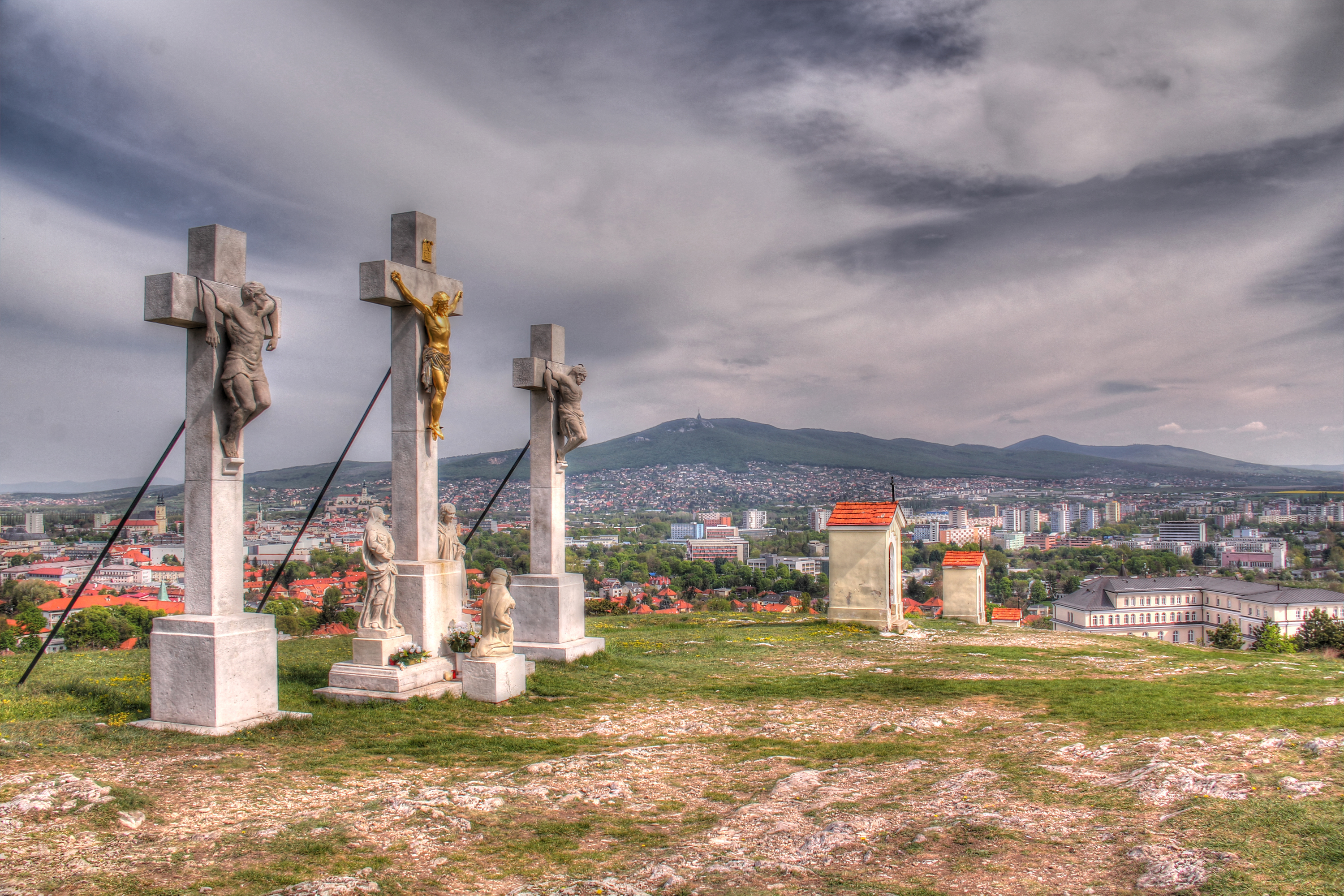
Pohled z kalvárie na město Nitra.

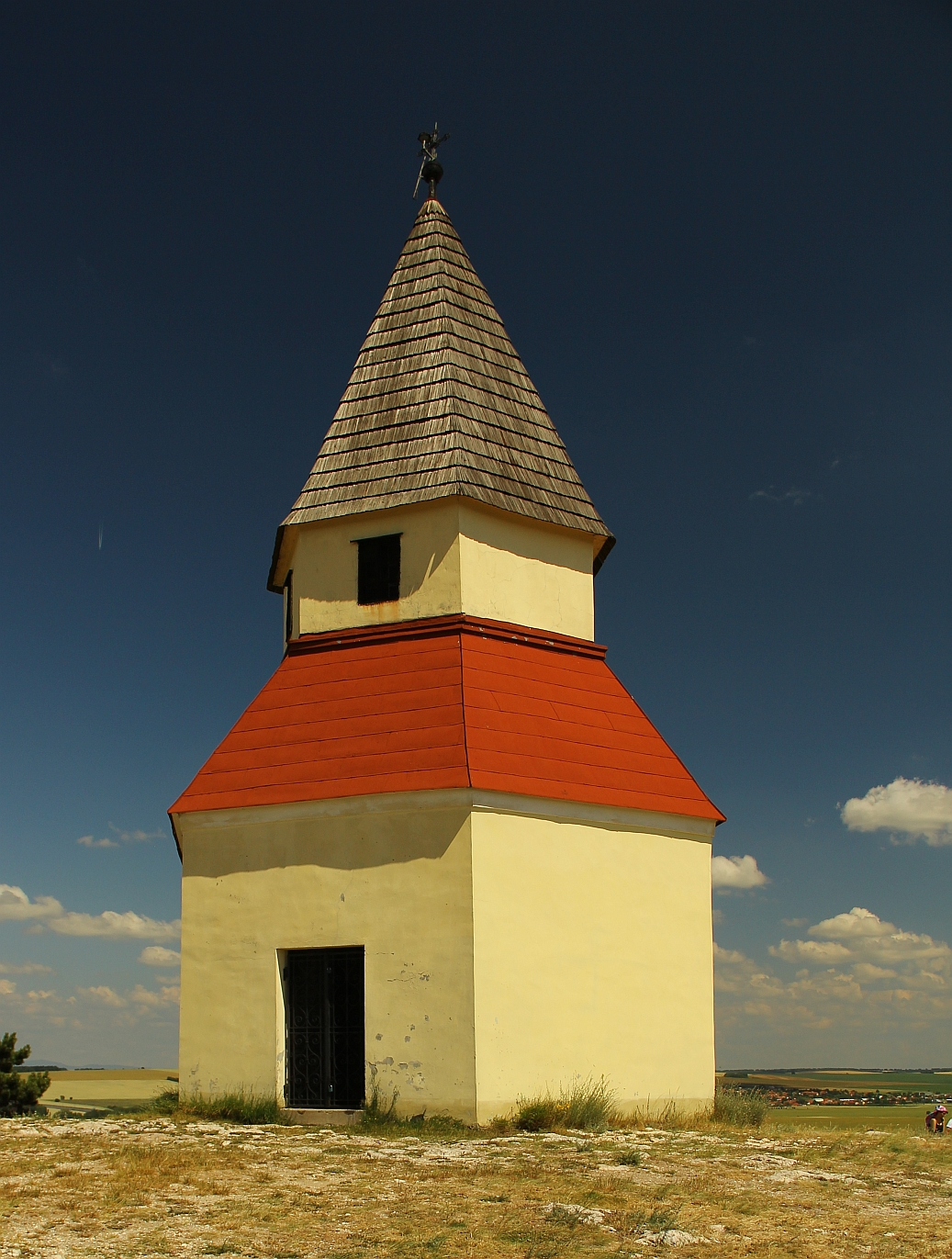
Kaple kalvárie

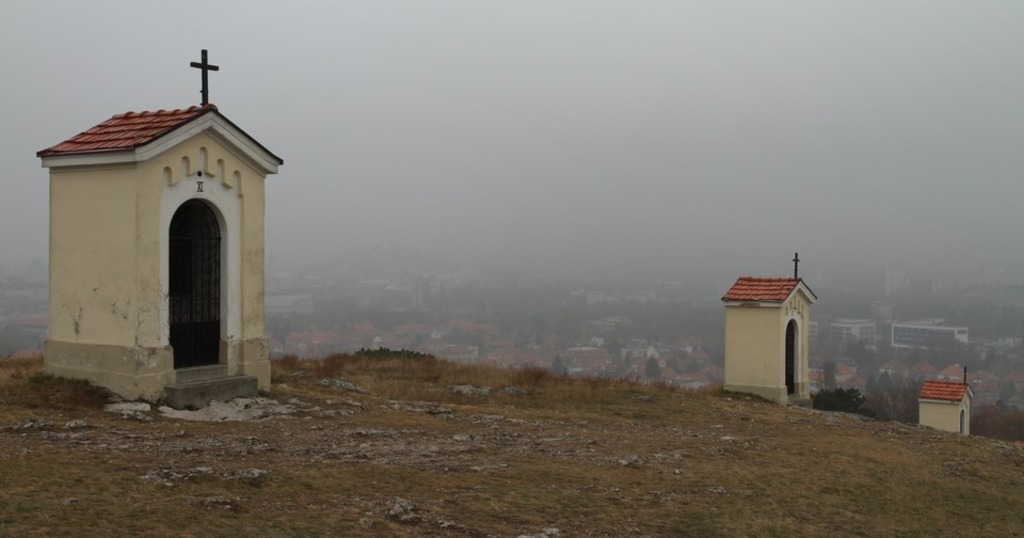
Kaple křížové cesty

Nitranská kalvárie je kalvárie z přelomu 18.-19. století, nacházející se na stejnojmenném dominantním skalnatém vrchu v jihovýchodní části města Nitra. Z vrchu je panoramatický výhled na město, vrch Zobor a širší okolí.
Výstavbě kalvárie v lokalitě předcházely starší sakrální stavby. Na úpatí vrchu stojí kostel Nanebevzetí Panny Marie s první písemnou zmínkou z 12. století a Misijní dům Matky Boží.

## Misijní dům Matky Boží
V roce 1765 byl postaven malý renesanční klášter pro španělský řád Nazarenů, kteří se měli starat o kostel a poutníky. Později zde byli umístěni penzionovaní kněží. Ještě později z kláštera vznikl sirotčinec.
V letech 1878-85 byl klášter přestavěn do novorománského slohu. V roce 1925 byla budova zvýšena a jedno patro. Podoba kláštera, jak ho známe dnes, je dílem slovenského architekta Michala Milana Harmince. V současnosti je celá budova misijním domem Společnosti Božího Slova. Dnes zde probíhá vícero akcí, návštěvníci misijního domu mají možnost navštívit misijní muzeum. V červenci a srpnu zde bývají poutě, z nichž hlavní pouť je v neděli po svátku Nanebevzetí Panny Marie 15. srpna.